# Gabinet lorda Liverpoola

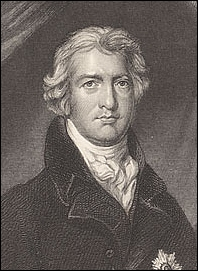
Hrabia Liverpool, premier, pierwszy lord skarbu, przewodniczący Izby Lordów

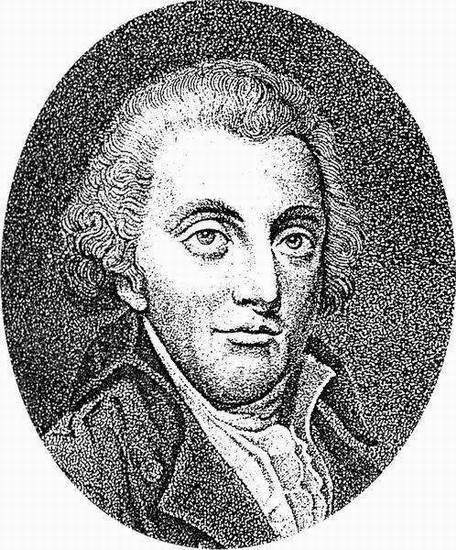
Wicehrabia Sidmouth, minister spraw wewnętrznych

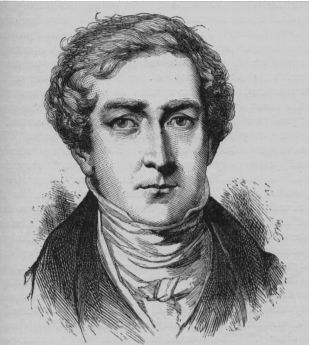
Robert Peel, minister spraw wewnętrznych

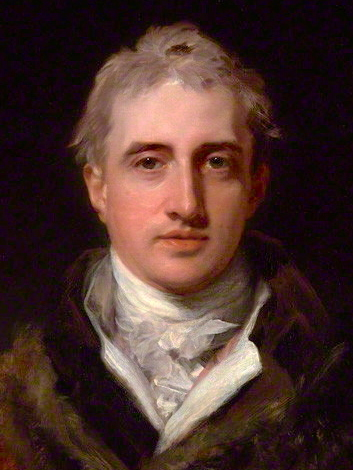
Markiz Londonderry, minister spraw zagranicznych, przewodniczący Izby Gmin

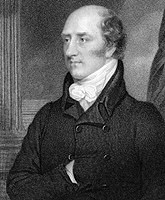
George Canning, przewodniczący Rady Kontroli, minister spraw zagranicznych, przewodniczący Izby Gmin

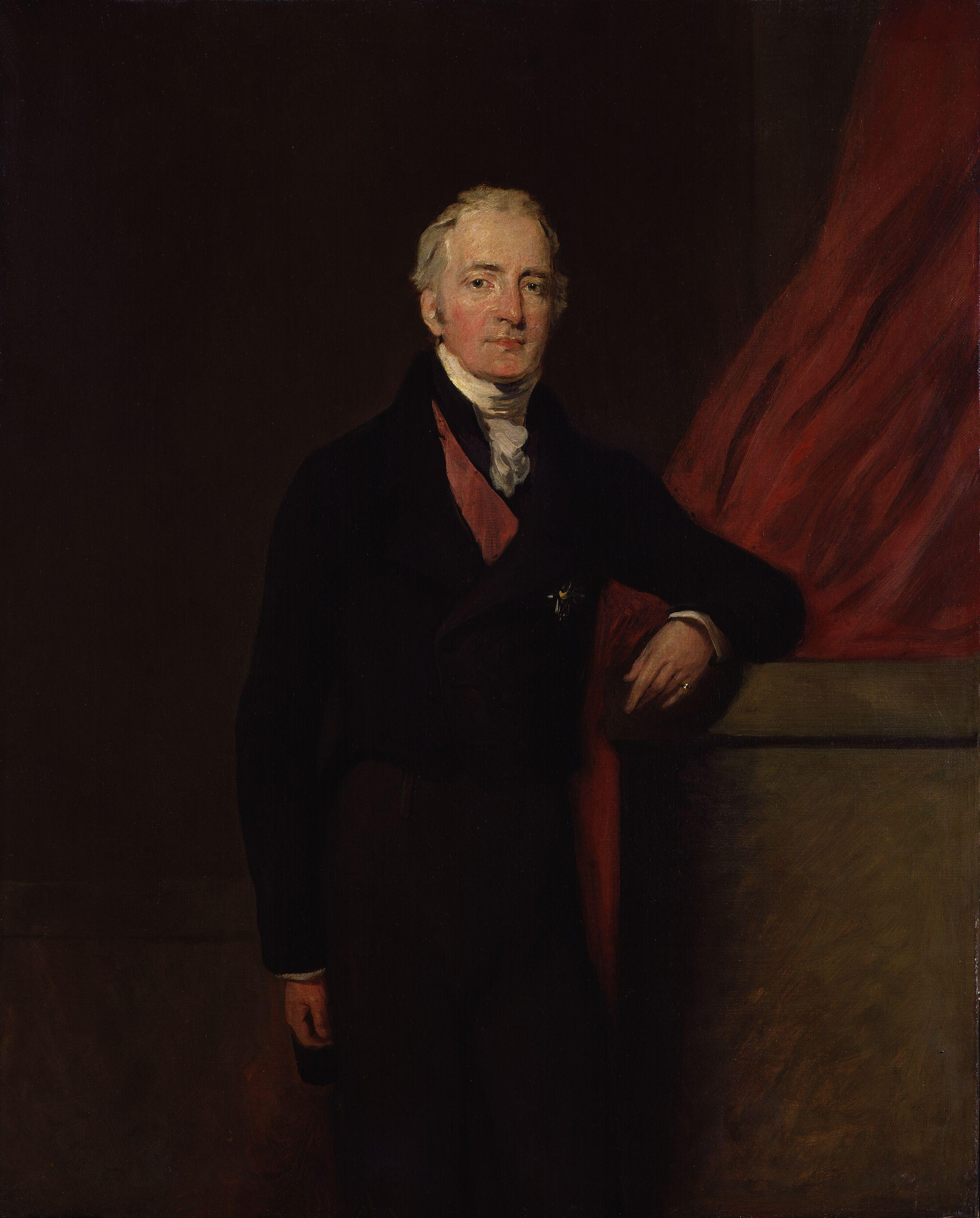
Hrabia Bathurst, minister wojny i kolonii

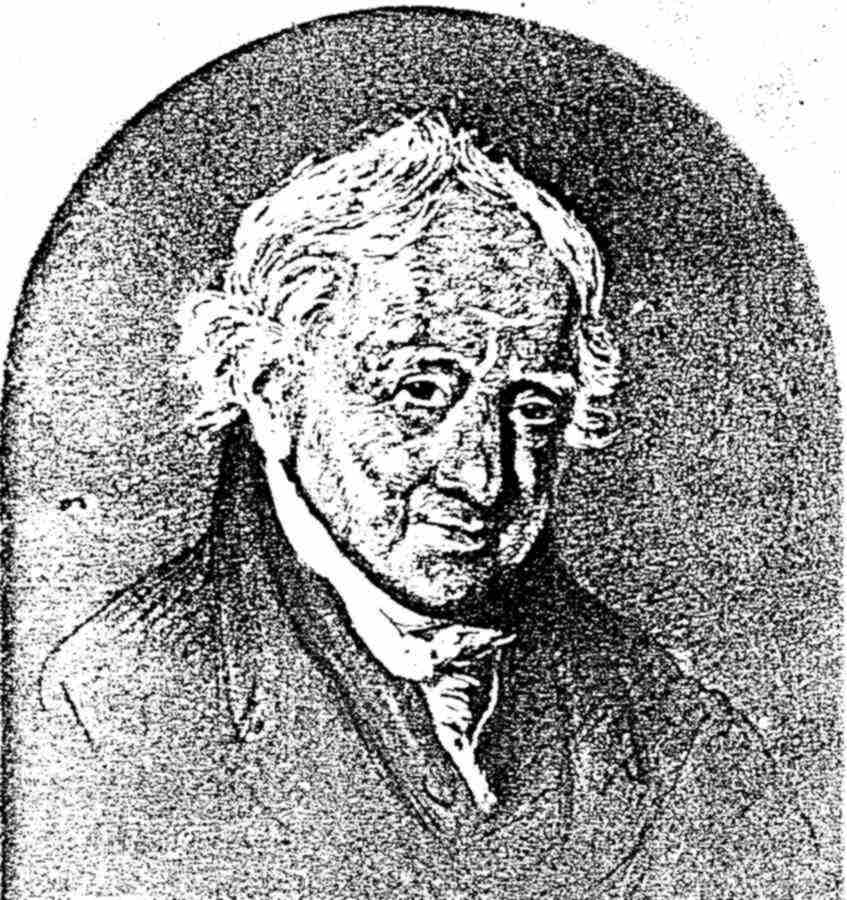
Baron Bexley, kanclerz skarbu, kanclerz Księstwa Lancaster

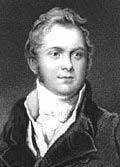
Frederick Robinson, przewodniczący Zarządu Handlu, kanclerz skarbu

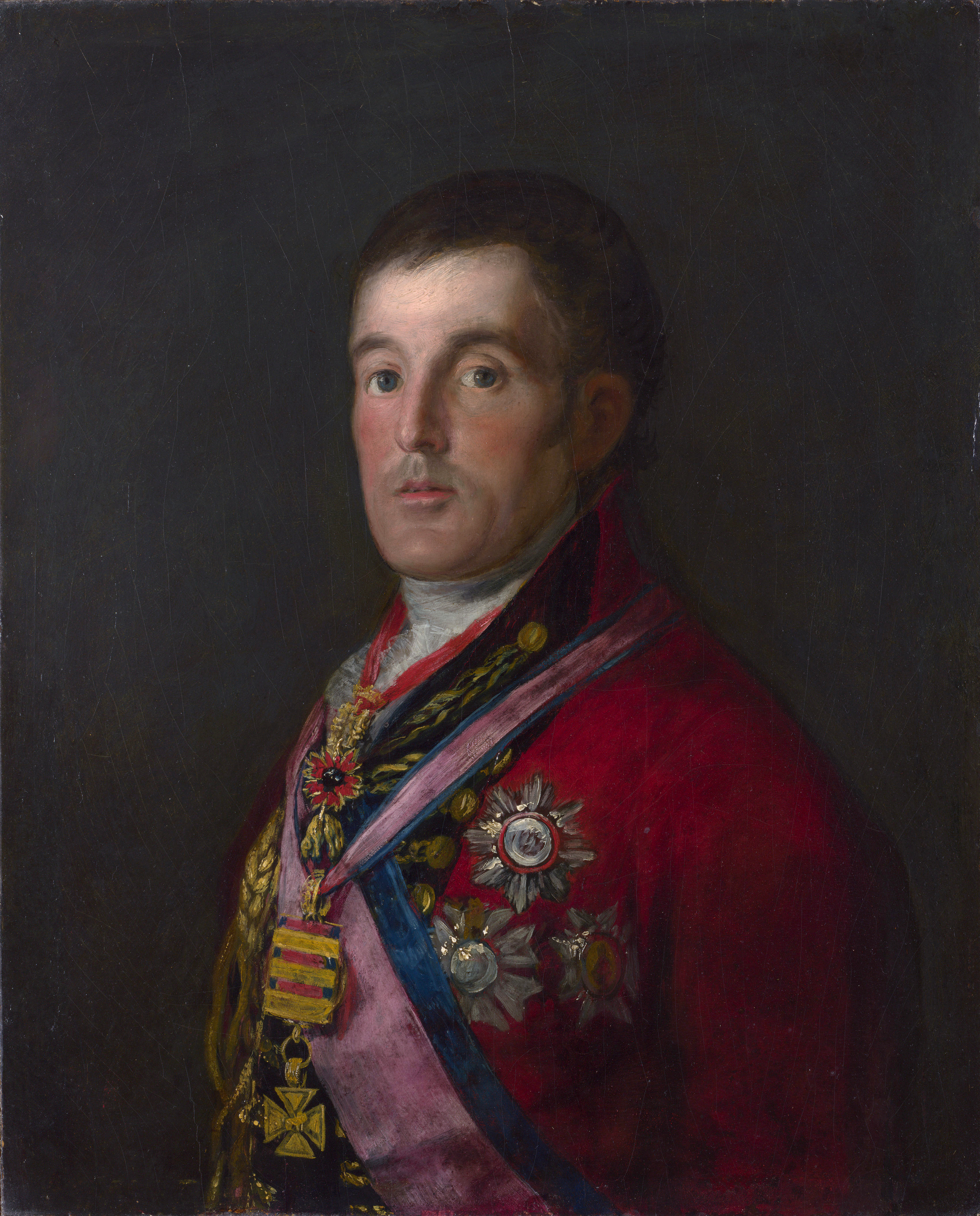
Książę Wellington, generał artylerii

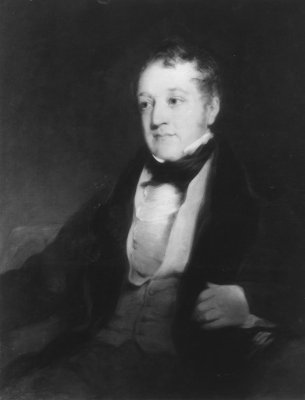
William Huskisson, przewodniczący Zarządu Handlu

Gabinet lorda Liverpoola – rząd pod przewodnictwem Roberta Jenkinsona, 2. hrabiego Liverpool istniał od 8 czerwca 1812 do 9 kwietnia 1827 r.
| Urząd                                                   | Imię i nazwisko                                                                                       | Kadencja                                |
| ------------------------------------------------------- | --- | --------------------------------------- |
| Premier Pierwszy Lord Skarbu Przewodniczący Izby Lordów | Robert Jenkinson, 2. hrabia Liverpool                                                                 | 1812–1827                               |
|                                                         | |                                         |
| Lord kanclerz                                           | John Scott, 1. hrabia Eldon                                                                           | 1812–1827                               |
| Lord przewodniczący Rady                                | Dudley Ryder, 1. hrabia Harrowby                                                                      | 1812–1827                               |
| Lord tajnej pieczęci                                    | John Fane, 10. hrabia Westmorland                                                                     | 1812–1827                               |
| Minister spraw wewnętrznych                             | Henry Addington, 1. wicehrabia Sidmouth Robert Peel                                                   | 1812–1822 1822–1827                     |
| Minister spraw zagranicznych Przewodniczący Izby Gmin   | Robert Stewart, 2. markiz Londonderry George Canning                                                  | 1812–1822 1822–1827                     |
| Minister wojny i kolonii                                | Henry Bathurst, 3. hrabia Bathurst                                                                    | 1812–1827                               |
| Pierwszy lord Admiralicji                               | Robert Dundas, 2. wicehrabia Melville                                                                 | 1812–1827                               |
| Kanclerz skarbu                                         | Nicholas Vansittart Frederick Robinson                                                                | 1812–1823 1824–1827                     |
| Generał artylerii                                       | Henry Phipps, 1. hrabia Mulgrave Arthur Wellesley, 1. książę Wellington                               | 1812–1819 1819–1827                     |
| Przewodniczący Rady Kontroli                            | Robert Hobart, 4. hrabia Buckinghamshire George Canning Charles Bathurst Charles Watkin Williams-Wynn | 1812–1816 1816–1821 1821–1822 1822–1827 |
| Kanclerz Księstwa Lancaster                             | Charles Bathurst Nicholas Vansittart, 1. baron Bexley                                                 | 1812–1823 1824–1827                     |
| Minister bez teki                                       | John Pratt, 1. markiz Camden Henry Phipps, 1. hrabia Mulgrave                                         | 1812 1819–1820                          |
| Zarządca mennicy                                        | William Wellesley-Pole, 1. baron Maryborough                                                          | 1814–1823                               |
| Przewodniczący Zarządu Handlu                           | Frederick Robinson William Huskisson                                                                  | 1818–1823 1824–1827                     |